# Matrixdiagramm
Ein Matrixdiagramm ist eine graphische Darstellung von Korrelationen und kann als Beeinflussungsmatrix angesehen werden. Es können sowohl Text, Symbole als auch reine Graphen zur Darstellung verwendet werden. In direktem Zusammenhang mit dem Matrixdiagramm steht auch die Portfolio-Analyse, die der Datenerfassung oder deren Verarbeitung dient.
Das Matrixdiagramm (siehe Matrix und Diagramm) zählt zu den sieben Managementwerkzeugen. Es gehört in die Unterkategorie der Lösungsfindung und ist vom Einsatz her eher im Management als in der Konstruktion anzusiedeln. Im Matrixdiagramm werden Beziehungen zwischen zwei Faktoren durch Symbole gekennzeichnet, welche verschiedene Bezeichnungen symbolisieren können. Auch zur Bewertung einer Lösung oder Gewichtung ist das Matrixdiagramm einsetzbar.
Wie die meisten der Werkzeuge dient das Matrixdiagramm der anschaulichen Darstellung von Wechselwirkungen zwischen Problemen oder Funktionen, wodurch auch komplexere Zusammenhänge dargestellt werden können.
Mit diesen Darstellungen kann dann eine Teillösung oder Bewertung entwickelt werden.
Ein Matrixdiagramm wird in Form einer Tabelle realisiert. Hierbei unterscheidet man zwischen folgenden Versionen:
- Die L-Form – 2 Achsen, üblichste Anwendung (analog: Morphologie nach Zwickie)
- Die T-Form – 3 Achsen
- Die Y-Form – 3 Achsen (Würfelform)
- Die X-Form – 4 Achsen (analog: Morphologischer Kasten)

## Beispiele

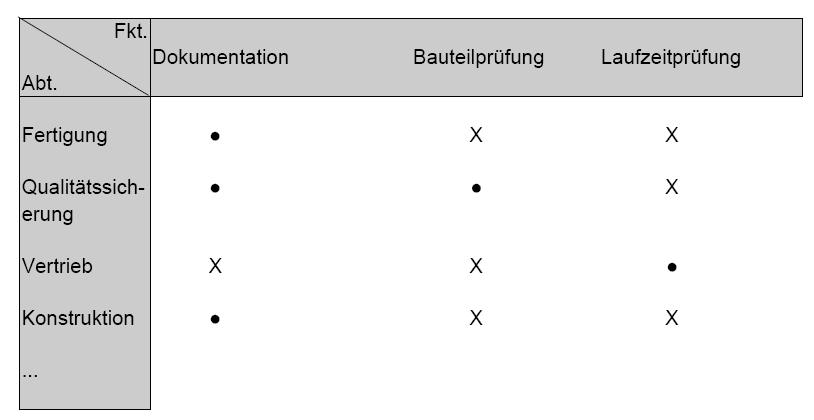
L-Form mit Zuweisung von Aufgaben an Abteilungen (fiktiv)